# 瓦伦斯拜克村
瓦伦斯拜克村（丹麥語：Vallensbæk Landsby）是丹麦首都大区瓦倫斯拜克市鎮的一个村庄，位于西兰岛上。当地有建于12世纪的瓦伦斯拜克教堂。